# Frayba
El Centro de Derechos Humanos Fray Bartolomé de las Casas o Frayba es una organización civil sin fines de lucro fundada en 1989 por iniciativa de Samuel Ruiz García.
El Frayba está dedicado a la defensa y promoción de Derechos Humanos, especialmente de los pueblos y comunidades indígenas en el estado de Chiapas, México. La organización tiene su sede en San Cristóbal de las Casas, Chiapas.

## Historia
El Centro surgió como uno de los proyectos de la Diócesis Católica de San Cristóbal de las Casas, Chiapas. El Frayba fue le primera organización en dedicarse específicamente al trabajo en materia de Derechos Humanos y es la más activa en su tipo en el Estado de Chiapas.
El obispo Samuel Ruiz García fue presidente del centro desde sus inicios y continuó en este cargo hasta 1998, año en el que cede la dirección a la activista Marina Patricia Jiménez Ramírez quien sostuvo el cargo hasta 2003.
En la actualidad el centro se encuentra a cargo de Pedro Faro Navarro, nombrado director el 18 de agosto de 2015.

## Objetivos
Los principales objetivos de la organización son:
- Integridad de los Derechos Humanos
- Respeto a la diversidad cultural
- Derecho a la libre determinación
- Justicia integral
- Desarrollo de una cultura de diálogo, tolerancia y reconciliación

## Organización
El Frayba se encuentra organizado en seis áreas:
1. Dirección
2. Área de trabajo regional
3. Área de sistematización e incidencia social
4. Área de planeación, monitoreo, evaluación y procuración de fondos
5. Área de administración y contabilidad
6. Equipo de conducción

La dirección es el órgano de representación y conducción política del Centro. Organiza y orienta la intervención institucional mediante una coordinación colegiada. Organiza y ejecuta la realización de proyectos. En conjunto con el equipo del Centro, logra el cumplimiento de los objetivos, misión y directrices del Consejo Directivo.
El área de trabajo regional atiende denuncias que prevengan o cesen de manera inmediata posibles violaciones a los derechos humanos a través de gestiones administrativas, políticas o judiciales. Realiza el análisis territorial permanente del movimiento social chiapaneco y de sus actores relevantes, así como la investigación y documentación en el campo de violaciones a derechos humanos. También efectúa el compañamiento de observadores en comunidades en riesgo de sufrir agresiones y violaciones a derechos humanos a causa del conflicto armado no resuelto.
El área de sistematización e incidencia social ordena e interpreta la información sobre derechos humanos generada por el Centro y otras fuentes. Guía el monitoreo sobre el cual se hace el análisis de la situación de los derechos humanos en Chiapas. A través de dicho análisis, esta área identifica patrones sobre los cuales mejorar la intervención del Centro en sus actividades. Esta área, además, conserva activos los vínculos con redes y organizaciones de solidaridad. Mantiene visible la imagen, acción, misión y visión del Centro. 
También genera opinión pública a nivel nacional e internacional sobre la base de las difusión y denuncia de las violaciones a los derechos humanos y de los aportes a las comunidades chiapanecas a prácticas en el ejercicio de derechos.
El área de planeación, monitoreo, evaluación y procuración de fondos, como su nombre indica, se dedica a apoyar al equipo de conducción en el desarrollo del sistema de planeación, monitoreo y evaluación del Centro.
El área de administración y contabilidad busca la mejor manera de organizar y coordinar el uso de los recursos materiales y financieros.
El equipo de conducción es el grupo colegiado en el que se toman las decisiones directivas que orientan y facilitan el desarrollo de proyectos al equipo.

## Revista digital Yorail Maya
El Frayba cuenta con la revista digital Yorail Maya. La publicación es de carácter trimestral y cuenta con diez números. Yorail Maya divide su contenido en cuatro secciones: tendencias, noticias, internacional y cultural.
La sección ‘tendencias’ expone las principales problemáticas relacionadas con la violación de derechos humanos en Chiapas. A través de la cronología de casos concretos se responde a las preguntas quién, cómo, cuándo, dónde y por qué de estos casos. La principal función de esta sección es informativa.
La sección ‘noticias’ está dedicada a mostrar las actividades desarrolladas por el Frayba durante el trimestre que cubre la publicación. Las actividades más frecuentes incluyen: boletines de prensa, denuncias públicas, respuesta a denuncias por parte de la escena internacional y la divulgación de material mutimediático como fotos, videos, audio y artículos variados.
La sección ‘internacional’ aborda situaciones en distintos puntos del planeta en los que se experimente algún tipo de violación a los derechos humanos y resistencia por parte de minorías.
En la sección ‘cultura’ se presentan artículos de poesía, pintura y otras formas artísticas relacionadas con artistas o temas indígenas.

## Brigadas Civiles de Observación
Desde 1995, debido a una fuerte ofensiva militar en contra de comunidades indígenas, el Frayba organiza brigadas civiles de observación a partir de una convocatoria iniciada por el fundador del centro, Samuel Ruiz García, para que exista presencia civil en las comunidades en conflicto.